# Хи-Мен и властелины вселенной (мультсериал, 1983)
«Хи-Мен и властелины вселенной» или «Хи-Мен и властители вселенной» (англ. He-Man and the Masters of the Universe) — мультипликационный сериал, созданный в 1983 году компанией «Filmation» в США. Всего снято 130 серий, сериал выходил два сезона, с 1983 по 1985 годы. В 1987 году был выпущен полнометражный художественный фильм, а в 2002 году — обновленный мультипликационный сериал с тем же названием и теми же героями. Хи-Мен (He-Man, в переводе с англ. — «настоящий мужчина») — вымышленный герой в линии медийных продуктов и игрушек «Властелины Вселенной» (Masters of the Universe), созданной американской компанией Mattel, производителем игрушек, выпускающим знаменитую куклу Барби.

## Сюжет
Оригинальный мультсериал студии Filmation, основанный на серии игрушек Mattel «Властелины Вселенной».
Коварный маг Скелет (Skeletor) и его Воины Зла стремятся завоевать Вечность (Eternia), захватить замок Серого Черепа и завладеть его секретами. Но на их пути встают защитники планеты во главе с героем Хи-Меном, альтер эго принца Адама, его верным другом Боевым Котом, альтер эго Подлизы, капитаном королевской гвардии Тилой, мастером-оружейником Воином и Волшебницей замка Серого Черепа (Castle Grayskull). В некоторых сериях Скелет и его приспешники не появляются, а Хи-мену противостоят другие злодеи.

## Основные герои
Принц Адам/Хи-Мен — для превращения в Хи-Мена Принц Адам поднимает свой меч волшебной силы и произносит слова: «Властью Серого черепа!» (By the power of Grayskull!), после превращения он произносит: «Сила у меня!» (I have the power!). Хи-Мен, обладая нечеловеческой силой, редко прибегает к насилию, и, обычно, вступает в борьбу в крайнем случае. В драке он не бьет или ранит противников, а чаще просто отбрасывает, обезоруживает или обездвиживает их. Хи-Мен чаще использует свой высокий интеллект, предпочитая перехитрить своих врагов. Нередко Хи-Мен даже спасает своих врагов, если те уже проиграли ему сражение и оказались на грани гибели. После этого некоторые враги Хи-Мена перестают служить Скелету и переходят на сторону Хи-Мена. Меч — основное оружие Хи-Мена.
Родители — родители Принца Адама — Король Рандор (King Randor) и Королева Марлена (Queen Marlena). Король Рандор — мудрый и миролюбивый правитель Вечности, очень холодно относится к Адаму из-за его инфантильности и безответственности, но на самом деле любит его. Королева Марлена — единственная уроженка Земли на всей Вечности, бывший космонавт. Многие намеки на протяжении сериала, доказывают, что Марлена знает о том, что Хи-Мен и Адам — один и тот же человек.
Волшебница (Тила На) — Чародейка Замка Серого черепа (The Sorceress of Castle Grayskull). Её настоящее имя Тила На. Волшебница может общаться с Хи-Меном и другими его друзьями при помощи телепатии. Вне пределов замка не может долго поддерживать свою человеческую форму, поэтому часто путешествует по Этернии в виде птицы — сокола Зоара. Её силы ограничены стенами замка, вне его стен она теряет почти все силы.
Подлиза (Кринджер)/Боевой кот — Принц Адам с детства дружит с трусливым зелёным тигром Подлизой (Cringer, в переводе с англ. — «дрожащий»), которого Адам в состоянии Хи-Мена превращает в бесстрашного Боевого кота (Battle Cat) в доспехах с помощью своего волшебного меча. Боевой кот служит для Хи-Мена как живым транспортным средством, так и партнёром в бою.
Тила (Teela) — принц Адам с детства дружит с решительной красавицей Тилой. Тила — капитан дворцовой охраны и приёмная дочь Дункана. Мать Тилы — Волшебница Замка Серого черепа, держит в тайне своё материнство. Тила, которая отвечает за охрану Принца Адама, считает его трусом и лентяем, но она не знает о том, что Принц Адам и есть Хи-Мен.
Генерал Дункан (Duncan) — придворный изобретатель, оруженосец и учитель Принца Адама, которого также зовут Оруженосец (Man-at-Arms, другие варианты перевода — Воин, Оружейник). Знает тайну Хи-Мена и активно сотрудничает с ним. Помимо этого знает и о том кто является матерью Тилы.
Орко — во дворце также живёт летающий и неуклюжий придворный волшебник Орко (Orko), который попал на Вечность с планеты Тролла (Trolla). Орко постоянно попадает в комические ситуации, но неоднократно выручает Хи-мена, что доказывает его нужность для команды.
Таран — добродушный и простоватый Человек-таран (Ram-man), одетый в доспехи и металлический шлем, часто помогает Хи-Мену что-то пробить или разрушить преграду своей головой.
Стратос — летающий и интеллигентный супергерой Стратос (Stratos), король народа людей-птиц, который неожиданно прилетает на помощь к Хи-Мену в самый нужный момент. Есть предположение, что персонаж Стратоса создан по мотивам легенды об Икаре.

## Скелет и его Воины Зла (Forces of evil)
Скелет (Skeletor; в некоторых переводах — Скелетор) — злой колдун, магистр чёрной магии, искусный и хитрый воин, а также — главный враг Хи-Мена. У Скелета вместо головы голый череп, который он прикрывает капюшоном. Точное происхождение Скелета неизвестно: но по версии мини-комиксов прилагающихся к оригинальным игрушкам, он — демон из другого измерения, а по версии из сериала-ремейка 2002 года — Принц Келдор (Prince Keldor), старший брат отца Принца Адама, Короля Рандора. Цель Скелета — завоевание Замка Серого черепа, который хранит древние магические секреты. Эти секреты могут сделать Скелета неуязвимым властелином не только планеты Вечность, но и всей вселенной.

Ивил-Лин

Ивил-Лин (Evil-Lyn) — сообщница и советчица Скелета. Единственная женщина-член воинов Зла, она злая ведьма, которая помогает Скелету. Она значительно умнее, чем Скелет и другие его подчинённые, и, хотя она признает, что она не такая сильная как он, она охотно сознается, что надеется отобрать у Скелета власть и самостоятельно господствовать над Этернией. Во многих случаях она работает независимо от Скелета, и в отличие от него не против объединиться со своими врагами, для достижения своих целей. Её главный атрибут — волшебная палочка увенчанная хрустальным шаром, однако её магия не зависит от её наличия. Ивил-Лин очень часто использует перевоплощения для шпионажа или диверсий, а также сплетней и клеветы.
Команда Скелета — Скелет окружен приспешниками-колдунами и обладателями необычных способностей, которые они используют для достижения злых целей Скелета. На Скелета работают:
- Мохнатый (Beast Man; в некоторых переводах Человек-Зверь) — может контролировать всех животных, включая волшебных, однако не в силах подчинить драконов. Из всех прихвостней Скелета, он наиболее часто становится козлом отпущения.
- Триклоп (Tri-Klops) — обладает тремя видами сверхъестественного зрения, может смотреть вдаль без подзорной трубы и сквозь горы и другие преграды.
- Мермен (Mer-Man) — контролирует жителей водных бассейнов, труднопобедим во время водных сражений,
- Капкан (Trap-Jaw) — киборг, вместо одной руки имеет встроенный лазерный пулемёт, нижняя челюсть — половина от крупного капкана. Изобретатель и оружейник, мастер разрушения.
- Уиплеш (Whiplash) — человек-рептилия с крокодильим хвостом. Он часто использует свой хвост как оружие.
- Клофул (Clawful) — рептилоид с клешнями как у краба. В сериале также было показано что он способен вытягивать руки на большую длину. В бою очень силён и Хи-Мену иногда приходится потрудиться чтобы избавиться от него.
- Другие персонажи — разные мифические животные из-под земли и с других планет, демоны из других измерений, колдуны и т. п.
- Пэнтор — Скелет живёт на Змеиной горе (Snake Mountian) вместе с фиолетовым леопардом Пэнтор (Panthor), антагонистом Боевого кота Хи-Мена.

## Отзывы и критика
Самый успешный сериал студии Filmation. Однако во время его первого показа шоу было подвергнуто критике со стороны родителей, которых возмущала практически открытая реклама игрушек. В 2009 году IGN поставил сериал на 58 место в топе 100 величайших мультсериалов за все время.